# František Máca
František Máca (* 21. dubna 1985) je český motokrosový závodník a lídr hnutí Přísaha na Vysočině pro sněmovní volby v roce 2025.
Pochází z Třebíče. Již od mládí se aktivně věnoval autokrosu, později přešel na motokros. V roce 2007 například skončil čtvrtý na motokrosovém mistrovství České republiky, v roce 2008 se umístil na osmém místě v mezinárodním motokrosovém turnaji ve Slovinsku. Ze zdravotních důvodů (během své kariéry utrpěl celou řadu zranění) se však rozhodl přejít na freestyle a ralley, v jednu chvíli dokonce zvažoval odchod do invalidního důchodu. V listopadu 2024 utrpěl Máca na motoshow v Ostravar Aréně Ostravě těžká zranění po pádu z výšky a s život ohrožujícími zraněními byl převezen do nemocnice, kde byl uveden do kómatu a napojen na ventilaci. Poměrně brzy se však začal zotavovat a z umělého spánku se probudil.
V roce 2025 se stal lídrem kandidátní listiny Přísahy na Vysočině pro sněmovní volby konané v říjnu téhož roku. Předseda hnutí Přísaha Robert Šlachta k jeho kandidatuře uvedl, že doufá, že by Máca mohl přilákat voliče podobným způsobem jako automobilový závodník a europoslanec Filip Turek.